# پیت ریموند
پیت ریموند (انگلیسی: Pete Raymond؛ زادهٔ january ۲۱, ۱۹۴۷ (۷۸ سال)) ورزشکار روئینگ اهل ایالات متحده آمریکا است.
وی در مسابقات کشوری و بین‌المللی در مجموع برندهٔ ۱ مدال نقره شده‌است.